# 크리스토퍼 스티븐스

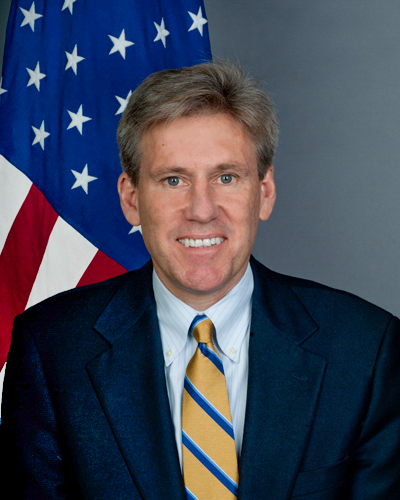
크리스토퍼 스티븐스

크리스토퍼 스티븐스(John Christopher Stevens, 1960년 4월 18일 ~ 2012년 9월 11일)은 미국의 변호사, 외교관으로 미국 주 리비아 대사를 지냈다. 2012년 9월 11일 리비아에서 발생한 2012년 벵가지 테러로 순직하였다.

## 생애
1960년 북 캘리포니아에서 출생하였고 피드몬트 고등학교를 졸업하고 1982년 캘리포니아 대학교 버클리에서 역사학 학사를 받고 1983년에서 1985년까지 모로코에서 미국 평화 봉사단의 일원으로 영어를 가르쳤다. 1989년 캘리포니아 대학교 헤이스팅 법학전문대학원에서 법학박사를 수여받고 국제통상 변호사로 워싱턴 DC에서 일하다 미국 국무부로 들어갔다.

## 사망
미국의 영화 《이노센스 오브 무슬림》이 이슬람교를 모독했다며 리비아와 이집트에서 무장시위대가 미 대사관과 영사관을 공격했다. 이 과정에서 미 대사 등 국무부 관리 4명이 숨지고 성조기가 불탔다. 1979년 이래로 현직 미국 대사가 사망한 것은 처음이다.